# Liège-Bastogne-Liège U23
Liège-Bastogne-Liège U23 – jednodniowy wyścig kolarski rozgrywany na trasie między belgijskimi miejscowościami Liège i Bastogne w Walonii.
Impreza towarzysząca wyścigowi głównemu, przeznaczono dla kolarzy w wieku do 23 lat. Rozgrywany od 1986, od 2005 włączony do cyklu UCI Europe Tour, początkowo z kategorią 1.2 (2005–2006), później 1.Ncup (2007) i 1.2U (od 2008).

## Zwycięzcy
Opracowano na podstawie:
| Rok  | Pierwsze             | Drugie                | Trzecie                    |
| ---- | -------------------- | --------------------- | -------------------------- |
| 1986 | Frans Maassen        | Yves Van Royen        | Carlos Malfait             |
| 1987 | Stephan Räkers       | Peter De Clercq       | Krist Brulez               |
| 1988 | Marcel Derix         | Rinus Ansems          | Thierry Bock               |
| 1989 | Philippe Mathy       | Ronny Thomas          | Patrick Philippaerts       |
| 1990 | Sandro Bottelberghe  | Fabrice Naessens      | Georges Wattiaux           |
| 1991 | Pierre Herinne       | Jan Boven             | Léon van Bon               |
| 1992 | Laurent Eudeline     | Jan Boven             | Stéphane Cueff             |
| 1993 | Marc Janssens        | Leith Sherwin         | Léon van Bon               |
| 1994 | Franck Laurance      | Denis Francois        | Stig Guldbæk               |
| 1995 | Raivis Belohvoščiks  | Caspar van der Meer   | Gert Vanderaerden          |
| 1996 | Raivis Belohvoščiks  | Kristof Trouvé        | Kris Matthijs              |
| 1997 | Christian Poos       | Karsten Kroon         | Ondřej Sosenka             |
| 1998 | Frédéric Drillaud    | Nicolas Fritsch       | Gaël Moreau                |
| 1999 | Philippe Koehler     | Wesley Theunis        | Charles Wegelius           |
| 2000 | Jurgen Van Goolen    | Wim Van Huffel        | Gregory Faghel             |
| 2001 | Rusłan Hryszczenko   | Tom Boonen            | Andriej Kaszeczkin         |
| 2002 | Christophe Kern      | Michaił Timoszyn      | Steven Caethoven           |
| 2003 | Johan Vansummeren    | Jurgen Van den Broeck | Pieter Weening             |
| 2004 | Branisłau Samojłau   | Mads Christensen      | Laurent Arn                |
| 2005 | Martin Pedersen      | Anders Lund           | Ruslan Sambris             |
| 2006 | Kai Reus             | Tom Stamsnijder       | Dmitrij Kozonczuk          |
| 2007 | Grega Bole           | Anthony Roux          | Andrius Buividas           |
| 2008 | Jan Bakelants        | Romain Zingle         | Jan Ghyselinck             |
| 2009 | Rasmus Guldhammer    | Romain Zingle         | Dennis van Winden          |
| 2010 | Ramūnas Navardauskas | Niki Østergaard       | Sebastian Lander           |
| 2011 | Tosh Van der Sande   | Romain Bardet         | Matthias Allegaert         |
| 2012 | Michael Valgren      | Ian Boswell           | Joshua Berry               |
| 2013 | Michael Valgren      | Nathan Brown          | Jasper Stuyven             |
| 2014 | Anthony Turgis       | Dylan Teuns           | Tao Geoghegan Hart         |
| 2015 | Guillaume Martin     | Silvio Herklotz       | Tao Geoghegan Hart         |
| 2016 | Logan Owen           | Pawieł Siwakow        | Ruben Guerreiro            |
| 2017 | Bjorg Lambrecht      | James Knox            | Lucas Hamilton             |
| 2018 | João Almeida         | Andrea Bagioli        | Alexys Brunel              |
| 2019 | Kevin Vermaerke      | Viktor Verschaeve     | Tobias Foss                |
| 2021 | Leo Hayter           | Rick Pluimers         | Tobias Halland Johannessen |
| 2022 | Romain Grégoire      | Lennert Van Eetvelt   | Gwen Leclainche            |
| 2023 | Francesco Busatto    | Antoine Huby          | Davide De Pretto           |
| 2024 | Joseph Blackmore     | Robin Orins           | Jørgen Nordhagen           |